# Alcobendas
Alcobendas er en by og kommune i det centrale Spanien i Madrid-regionen. Den har et indbyggertal på 121.373 (2024) indbyggere.